# Ted Meredith
James Edwin "„Ted”" Meredith (ur. 14 listopada 1891 w Chester Heights w Pensylwanii, zm. 2 listopada 1957 w Camden w New Jersey) – amerykański lekkoatleta, dwukrotny mistrz olimpijski.

## Kariera
Startował na igrzyskach olimpijskich w 1912 w Sztokholmie, gdy był uczniem szkoły średniej Mercersburg Academy. Zwyciężył w biegu na 800 metrów, wyprzedzając innych Amerykanów: obrońcę tytułu mistrzowskiego Mela Shepparda i Irę Davenporta oraz bijąc rekord świata wynikiem 1:51,9 s. Kontynuował bieg i ustanowił kolejny rekord świata na 880 jardów (1:52,5 s.). Zwyciężył także w sztafecie 4 × 400 metrów, która biegła w składzie: Sheppard, Edward Lindberg, Meredith i Charles Reidpath (również ustanawiając rekord świata czasem 3:16,6 s.). W biegu na 400 metrów był czwarty.
Następnie studiował na Uniwersytecie Pensylwanii. Był akademickim mistrzem USA (IC4A) na 440 jardów w 1914, 1915 i 1916 oraz na 880 jardów w 1914 i 1915. Ustanowił rekordy świata na tych dystansach (47,4 s. 27 maja 1916 w Cambridge i 1:52,2 s. 13 maja 1916 w Filadelfii. Zrezygnował z kariery sportowej w 1917 i zaciągnął się do armii. Walczył podczas I wojny światowej. Powrócił jednak do lekkiej atletyki i wystartował w igrzyskach olimpijskich w 1920 w Antwerpii, gdzie odpadł w półfinale biegu na 400 metrów, a w sztafecie 4 × 400 metrów był czwarty.
Po zakończeniu uprawianie lekkiej atletyki był pośrednikiem w handlu nieruchomościami.